# Anbar Alum
Anbar Ālūm (farsi انبار آلوم) è una città dello shahrestān di Aq Qala, circoscrizione di Voshmghir, nella provincia del Golestan. Aveva, nel 2006, una popolazione di 5.859 abitanti. 